# Николаевка 2
Николаевка 2 (бел. Мікалаеўка 2) — деревня в составе Полыковичского сельсовета Могилёвского района Могилёвской области Республики Беларусь. Расположена на северной окраине города Могилёва, рядом протекает река Днепр.

## История
Деревня основана в начале 1920-х годов. В 1929 году здесь организован колхоз «Путь социализма», который в 1933 году объединял 44 хозяйства. В числе колхозников было 2 коммуниста. В 1940 году колхоз за достижения в развитии хозяйства внесён в книгу Почёта Всесоюзной сельскохозяйственной выставки. Во время Великой Отечественной войны с июля 1941 года по 27 июня 1944 года деревня была оккупирована немецкими войсками. Во время войны была сожжена. В боях за освобождение деревни погибло 60 советских воинов, на фронте погиб 61 местный житель. В 1990 году здесь было 234 двора и 587 жителей, центр колхоза «Коминтерн». Здесь размещалась производственная бригада, мастерские по ремонту сельхозтехники, лесопилка, цех по производству строительных деталей, ферма крупного рогатого скота и свиноводческая, магазин, библиотека, Дом культуры, начальная школа, фельдшерско-акушерский пункт.
В деревне жил и работал Сергей Ильич Слободян (1907—1980) — старший конюх колхоза «Путь социализма», Герой Социалистического Труда.